# A Tribo dos Penas Brancas
A Tribo dos Penas Brancas é uma série de televisão portuguesa exibida na RTP1 no verão de 1989.

## Sinopse
A série conta a história de Laura, Guilherme e Ana, três amigos unidos pelo espírito de aventura, que passam os seus tempos livres em busca de fantásticas aventuras e novas experiências.

## Elenco
- Rita Blanco - Ana
- João Cabral - Guilherme
- Isabel Bernardo - Laura
- Ruy de Carvalho

## Episódios
- 1º episódio - "A tribo"
- 2º episódio - "O segredo de Edward Simpson"
- 3º episódio - "O resgate de Helen Simpson"
- 4º episódio - "O buraco 17"
- 5º episódio - "As jóias de Hamed"
- 6º episódio - "Os rublos dos Romanov"
- 7º episódio - "O diário de Walther Koëning"

## Curiosidades
- As gravações da série decorreram em 1988, em Portimão, Lagoa e Lagos.
- Foi exibida na RTP1 no verão de 1989, aos sábados, por volta das 13:10.